# Braccobaldo Show
Braccobaldo Show (The Huckleberry Hound Show) è una serie animata statunitense, la seconda prodotta da Hanna-Barbera dopo Le avventure di Ruffy e Reddy. La serie andò in onda per la prima volta negli Stati Uniti in syndication dal 29 settembre 1958 al 1º dicembre 1961 e fu sponsorizzata dalla Kellogg's. Originariamente ogni episodio era diviso in tre segmenti: il primo con protagonista Braccobaldo e gli altri due con altri personaggi. La serie contribuì a rendere Hanna-Barbera un nome familiare ed è spesso citata per aver legittimato il concetto di animazione prodotta appositamente per la televisione. Nel 1960 divenne il primo programma animato a ricevere un premio Emmy.

## Produzione
Joseph Barbera andò a Chicago per presentare il programma ai dirigenti della Kellogg's attraverso la loro agenzia pubblicitaria, Leo Burnett. Barbera affermò di essersi ritrovato all'improvviso a dover vendere un cartone animato (con successo) dopo aver semplicemente realizzato, per oltre vent'anni, tutte le idee che lui e William Hanna avevano partorito. A proposito di Daws Butler, che doppiò gran parte dei personaggi della serie tra cui Braccobaldo, Barbera ricordò di avergli chiesto un accento degli Stati Uniti meridionali in quanto "le voci del sud sono calde e amichevoli", per poi scoprire che Butler era in grado di fare circa dodici diversi accenti meridionali.
Ogni episodio della serie fu realizzato in modo da prevedere tre segmenti autoconclusivi da sette minuti intervallati da intermezzi in cui appaiono tutti i personaggi: il primo con protagonista il cane Braccobaldo Bau, il secondo con Pixi, Dixi e Ginxi (due topi che superano sempre in astuzia un gatto) e un terzo con l'orso Yoghi e la sua spalla Bubu. Data la popolarità di quest'ultimo segmento, esso generò una propria serie nel 1961 e, nelle ultime due stagioni del Braccobaldo Show, fu sostituito da uno con protagonista Ugo Lupo.

## Distribuzione
Il cartone animato era originariamente destinato a far parte di una serie di programmi per bambini sponsorizzati dalla Kellogg's e trasmessi sulla ABC la sera nei giorni feriali. Tuttavia la Leo Burnett decise invece di trasmettere la serie in syndication e acquistare gli slot di programmazione sulle singole reti. La serie fu originariamente distribuita dalla Screen Gems, che all'epoca possedeva una quota di proprietà della Hanna-Barbera, su oltre 150 reti. Non fu trasmessa lo stesso giorno della settimana, o alla stessa ora, in tutte le città; la messa in onda dipendeva dagli accordi che la Leo Burnett aveva negoziato con le singole reti. Tuttavia, la prima volta che la serie apparve in televisione fu lunedì 29 settembre 1958; fu vista per la prima volta alle 18:00 sulla WOOD-TV di Grand Rapids in Michigan, visibile anche a Battle Creek, patria della Kellogg's. Alcune altre reti che la trasmisero quel giorno furono WLWI a Indianapolis (alle 18:30) e WTAE a Pittsburgh (alle 19:30). La serie debuttò in altri giorni della stessa settimana in altre città; andò in onda a Los Angeles il martedì su KNXT, a Chicago il mercoledì su WGN-TV e a New York il giovedì su WPIX. La serie viene oggi distribuita dalla Warner Bros. Television a seguito dell'acquisto da parte della Time Warner della Turner Broadcasting System, proprietaria della Hanna-Barbera.
La prima edizione italiana della serie venne trasmessa sul Programma Nazionale dal 26 dicembre 1962 al 2 gennaio 1975 all'interno della TV dei ragazzi, in episodi solitamente composti in modo diverso rispetto agli originali, tuttavia i dati su questa trasmissione sono frammentari e non è possibile stabilire se il cartone animato sia andato in onda integralmente. Negli anni ottanta i segmenti sui singoli personaggi sono stati riformattati come serie TV autonome e trasmessi su televisioni locali, quindi tra la fine del decennio e i primi anni novanta vennero ridoppiati e trasmessi nella stessa forma sempre su Rai Uno. Fa eccezione Ugo Lupo, i cui segmenti vennero ridoppiati solo nel 2003 e trasmessi su Italia 1.

## Personaggi e doppiatori
| Personaggio     | Doppiatore originale | Doppiatore italiano                              |
| --------------- | -------------------- | ------------------------------------------------ |
| Braccobaldo Bau | Daws Butler          | Renzo Palmer (primo doppiaggio) Sergio Di Giulio |
| Orso Yoghi      | Daws Butler          | Francesco Mulè (primo doppiaggio) Gino Pagnani   |
| Bubu            | Don Messick          | Sandro Pellegrini                                |
| Ranger Smith    | Don Messick          | Giorgio Lopez                                    |
| Pixie           | Don Messick          | Laura Latini                                     |
| Dixie           | Daws Butler          | Isa Di Marzio                                    |
| Jinks           | Daws Butler          | Franco Latini                                    |
| Ugo Lupo        | Daws Butler          | Lino Troisi                                      |
| Ding-A-Ling     | Doug Young           | Alida Cappellini                                 |

N.B.: i doppiatori italiani, tranne quando diversamente indicato, si riferiscono ai ridoppiaggi effettuati a partire dagli anni settanta per la trasmissione autonoma dei segmenti.